# 탄탄대로 (광주교통방송)
허수진의 탄탄대로는 TBN 광주교통방송(광주, 목포, 해남, 진도 FM 97.3MHz, 여수, 순천, 광양 FM 103.5MHz)에서 평일 밤 8시부터 9시 55분까지 방송되었던 퇴근길 라디오 음악 프로그램이다. 2022년 10월 21일 자로 1년만에 폐지되었다.

## 프로그램 소개
- 하루를 마무리하는 시간, 하루를 정리하며 익숙한 가요중심 선곡으로, 청취자와 소통하는 프로그램 입니다.

## 코너소개

### 매일 코너
- 말(이)랑~말(이)랑 - 이슈가 되었던 문장으로 하루를 마무리하는 가벼운 이야기시간
- 탄탄 가요 탑 7 - 70년대부터 90년대까지 듣기 좋은 7곡을 선곡했습니다
- 구연시네마 - 구연동화 방식으로 익숙한 시네마 스토리를 듣습니다